# Mascali
Mascali est une commune de la province de Catane en Sicile (Italie).

## Administration
| Période                                  | Période  | Identité         | Étiquette     | Qualité |
| ---------------------------------------- | -------- | ---------------- | ------------- | ------- |
| 27 mai 2003                              | 2008     | Silvestro Carota | Centro-Destra |         |
| juin 2015                                | En cours | Luigi Messina    |               |         |
| Les données manquantes sont à compléter. |          |                  |               |         |

### Hameaux
Carrabba, Fondachello, Montargano, Nunziata, Porto Salvo, Puntalazzo, Sant'Anna, Sant'Antonino, Santa Venera, Tagliaborse (enclavé dans la commune de Giarre)

### Communes limitrophes
Fiumefreddo di Sicilia, Giarre, Piedimonte Etneo, Riposto, Sant'Alfio

### Évolution démographique
Habitants recensés